# 宝力根花苏木
宝力根花苏木，是中华人民共和国内蒙古自治区兴安盟扎赉特旗下辖的一个乡镇级行政单位。

## 行政区划
宝力根花苏木下辖以下地区：
宝力根花嘎查委会、扎格斯台嘎查委会、永发嘎查委会、新艾里嘎查委会、德力斯台嘎查委会、温都拉布其台嘎查委会、金山嘎查委会、那金嘎查委会、三合嘎查委会和胡日宝力高嘎查委会。